# لارس أولاف أولاوسين
لارس أولاف أولاوسين هو لاعب كرة يد نرويجي. مثل منتخب النرويج لكرة اليد. بدأ تمثيل المنتخب في سنة 2000 ولعب معه 51 مباراة حتى سنة 2007. نافس في بطولة العالم لكرة اليد للرجال 2007.

## روابط خارجية
- لارس أولاف أولاوسين على موقع الاتحاد الأوروبي لكرة اليد (الإنجليزية)